# Cicerbita crassicaulis
Cicerbita crassicaulis là một loài thực vật có hoa trong họ Cúc. Loài này được (Trautv.) Beauverd mô tả khoa học đầu tiên năm 1910.